# كالوم مكمانامان
كالوم مكمانامان (بالإنجليزية: Callum McManaman)‏ (مواليد 25 أبريل 1991) هو لاعب كرة قدم إنجليزي يلعب حاليًا لصالح نادي ويست بروميتش ألبيون

## روابط خارجية
- كالوم مكمانامان على موقع قاعدة بيانات كرة القدم.إي يو (الإنجليزية)
- كالوم مكمانامان على موقع Soccerbase.com (لاعب) (الإنجليزية)
- كالوم مكمانامان على موقع Soccerway.com (الإنجليزية)
- كالوم مكمانامان على موقع عالم كرة القدم.نت (الإنجليزية)
- كالوم مكمانامان على موقع AS.com (الإسبانية)